# Маккенна, Лори
Лори Маккенна (англ. Lori McKenna) — американская фолк-певица и автор песен. Лауреат нескольких премий, в том числе Грэмми за лучшую кантри-песню года «Girl Crush» группы Little Big Town.
Сотрудничала с лейблами Warner Bros., UMPG Nashville, Signature Sounds.

## Биография
См. также «Lori McKenna Early work» в английском разделе.

## Дискография
См. также «Lori McKenna Discography» в английском разделе.
- Paper Wings and Halo (2000)[4]
- Pieces of Me (2001)
- The Kitchen Tapes  (2004)[5]
- Bittertown (2004)
- Unglamorous (2007)
- Lorraine (2011)
- Massachusetts (2013)
- Numbered Doors (2014)
- The Bird and the Rifle (2016)
- The Tree (2018)
- The Balladeer (2020)

## Награды и номинации
| Год  | Ассоциация                      | Категория         | Номинированная работа                            | Результат |
| ---- | ------------------------------- | ----------------- | ------------------------------------------------ | --------- |
| 2015 | Country Music Association       | Song of the Year  | Girl Crush (вместе с Liz Rose и Hillary Lindsey) | Победа    |
| 2016 | Grammy Awards                   | Song of the Year  | Girl Crush (вместе с Liz Rose и Hillary Lindsey) | Номинация |
| 2016 | Grammy Awards                   | Best Country Song | Girl Crush (вместе с Liz Rose и Hillary Lindsey) | Победа    |
| 2016 | Academy of Country Music Awards | Song of the Year  | Girl Crush (вместе с Liz Rose и Hillary Lindsey) | Номинация |